# 菱田厚介
菱田 厚介(ひしだ こうすけ、1894年（明治27年） - 1954年（昭和29年）6月3日）は日本の都市計画家。
昭和初年から10数年間、内務省都市計画課第二技術掛主任技師として都市計画の指導的地位にあり、昭和恐慌による中で市街地建築物の地方都市への普及と法令の整備を計った。一例として1931年の用途地域制の内容の近代化と1938年の住居・工業両專用地区制と容積率による空地地区制の導入、道路の最小幅員の拡大（2.7mから4mへの変更）等は、現行の建築基準法の基礎をなすとされる。

## 来歴
兵庫県に生まれる。1918年に東京帝国大学工学部建築学科を卒業後、一時期陸軍に勤めたが、都市計画法と市街地建築物法の施行に伴って1920年に兵庫県内務部都市計画課に入る。翌年、警察部建築課長に就任した。
1923年の関東大震災後、帝都復興院、後に内務省復興局技師となる。1924年内務大臣官房都市計画課に移る。行政官としてはかなり堅実慎重である一方、この時期から日照に関する研究を手掛けるなど非常に先見的着想を備えていたとされる。
開催予定だった1940年東京オリンピック計画での選手村から分譲住宅団地への転用や、三陸地方の津波対策としての海岸防波堤に代わる組立式型枠による鉄筋長屋建て漁村民住宅なども知られ、満州国で内田祥三らが中心となって大同都市計画とともに手掛けた満州開拓村モデル計画（1933年）にも携わる。
1939年に公布される防空建築規則は菱田の手による。同年発足の防空研究所初代所長にも就任する。　
1942年の退官後に東亜工業学院長になり、上海に赴任したが終戦前に帰国する。
太平洋戦争後は1948年から日本損害保険協会(後に損害保険料率算定会)の理事や火災技術部長を務めた。この時期、都市の大火危険度評価の手法などを研究開発し、都市の防災不燃化にも大きな貢献を果たす。この研究成果を論文にして東京大学より工学博士の学位を授与されたが1954年6月に死去した。

## 栄典
- 1940年（昭和15年）8月15日 - 紀元二千六百年祝典記念章[6]